# Felsőköhér
Felsőköhér (románul: Chiheru de Sus), falu Romániában, Maros megyében.

## Története
Alsóköhér község része. A trianoni békeszerződésig Maros-Torda vármegye Régeni alsó járásához tartozott.

## Népessége
2002-ben 392 lakosa volt, ebből 367 román, 19 cigány és 6 magyar.

## Vallások
A falu lakói közül  351-en ortodox hitűek.